# Oldenlandia cristata
Oldenlandia cristata är en måreväxtart som först beskrevs av Carl Ludwig von Willdenow, Johann Jakob Roemer och Schult., och fick sitt nu gällande namn av Ined.. Oldenlandia cristata ingår i släktet Oldenlandia och familjen måreväxter. Inga underarter finns listade i Catalogue of Life.